# Ningxiatherium
Genre
Ningxitaherium est un genre éteint de rhinocéros de la sous-famille des Elasmotheriinae.
Ningxiatherium est un genre éteint de très grands rhinocéros qui vivaient au Miocène dans le nord de la Chine il y a environ 11 millions d'années. Il fait partie du groupe des Elasmotheriini, qui se caractérise généralement par sa grande taille et ses hautes couronnes de molaires avec une émail dentaire partiellement émaillé et le groupe le plus proche des rhinocéros vivant aujourd'hui.
"Caractéristiques" 
Les représentants du Ningxiatherium étaient de très gros rhinocéros. Le genre est connu à partir de deux découvertes de crâne en grande partie complètes et de quelques dents isolées. Le crâne était allongé et étroit et atteignait une longueur de 93 à 100 cm. L'os occipital allongé et à angle aigu provoquait une posture de la tête relativement basse. L'os nasal était arrondi et présentait une cloison nasale ossifiée dans le tiers avant. La ligne frontale entre l'os nasal et occipital ne montrait qu'une légère selle. Des structures de surface rugueuses et mouchetées sur le dessus du crâne indiquaient la position de la corne, qui n'était pas sur le front, mais sur l'os nasal, comme dans les Elasmotherias plus tardifs. Une corne frontale n'a pas été développée au Ningxiatherium. La position de l'orbite était au niveau de l'extrémité de la dernière molaire et donc très en arrière dans le crâne. [1] La dentition maxillaire était significativement réduite et consistait en au moins trois prémolaires et trois molaires, incisives et canines n'étaient pas formées. Cela l'a rendu un peu plus étendu que celui de son descendant plus tard, tel que l'Elasmotherium. Les deux rangées de dents étaient clairement parallèles l'une à l'autre. Les prémolaires antérieures étaient relativement petites, tandis que la dernière atteignait presque les dimensions de la molaire suivante et était également molarisée caractéristique. Cependant, la deuxième molaire était la plus grande. Comme pour tous les Elasmotheriini, les dents étaient extrêmement hautes (hypsodonte), mais l'émail des dents n'était pas encore aussi fortement plié. [1]
"Systématique interne"
Ningxiatherium appartient à la tribu des Elasmotheriini, qui forme un sous-groupe de Rhinocerotidae et le taxon frère de Rhinocerotini, auquel appartiennent aujourd'hui les rhinocéros. Au sein de l'Elasmotheriini, son plus proche parent est Parelasmotherium, avec lequel il forme un clade et est affecté au tribus inférieur de l'Iranotheriina en raison de la position de la corne sur l'os nasal. Il se situe en face de celui du Sinotherium et de l'Elasmotherium, l'Elasmotheriina. [1] Certains chercheurs ont également mis Ningxiatherium directement sur Parelasmotherium, [5] [6] mais les deux montrent des différences claires. Ningxiatherium a un os nasal partiellement ossifié, ce qui ne se produit pas avec Parelasmotherium. L'os occipital est également fortement étiré et pointu dans le premier, tandis que dans le second, il a une forme courte et rectangulaire. [7] Le ningxiatherium s'est développé à la fin du Miocène il y a environ 11 millions d'années, probablement à partir de Parelasmotherium, qui après un climat plus frais, en raison de l'extinction de nombreuses espèces de rhinocéros, avait survécu en tant que seul représentant des Elasmotheriini dans le nord de la Chine. Combien de temps il a vécu n'est pas clair, mais cela n'a pas été prouvé au Pliocène. [8] La première description a été faite par Chen Guafeng en 1977 sur la base du crâne trouvé dans le bassin du Ningxia. Selon la transcription de l'époque, il était écrit Ninxiatherium. Deux types sont reconnus aujourd'hui: Ningxiatherium longirhinus Chen, 1977 Ningxiatherium euryrhinus Deng, 2008 Les deux types diffèrent largement dans la forme de la région nasale, qui est très longue et étroite chez N. longirhinus, mais beaucoup plus courte et plus large chez N. euryrhinus. [1]

## Liste d'espèces
- Ningxiatherium longirhinus Chen, 1977
- Ningxiatherium euryrhinus Deng, 2008